# Cratere Moni
Moni  è un cratere sulla superficie di Marte.